# 斎藤謹造
斎藤 謹造（さいとう きんぞう、1927年1月7日 - 2003年10月18日）は、日本の経済学者。大阪大学名誉教授。

## 生涯
福島県出身。1952年東京商科大学卒、1952年大同毛織入社、1953年福島大学経済学部助手、1959年助教授、1962年大阪大学教養部助教授、1970年教授となる。1989年定年退官し、名誉教授になる。
1983年『比較経済発展論 歴史的動学理論の形成』で大阪大学経済学博士。

## 著書
- 『比較経済発展論 歴史的動学理論の形成』東洋経済新報社 1983
- 『教養としての経済学』日本評論社 1986
- 『経済学はどんな学問か』有斐閣 1992

### 共編著
- 『現代経済体制論 経済の発展と体制の未来を探る』宮沢健一,新野幸次郎共編 有斐閣選書 1973
- 『現代日本経済論 発展の主体と機構を探る』宮沢健一,新野幸次郎共編 有斐閣選書 1973
- 『経済学と現代 近代経済学の課題と手法を探る』宮沢健一,新野幸次郎共編 有斐閣選書 1974
- 『近代経済学』編 有斐閣新書 1976
- 『現代経済学研究案内』大谷竜造共編 有斐閣双書 1976

### 翻訳
- サミュエル・ホランダー『アダム・スミスの経済学』大野忠男、岡田純一、加藤一夫、杉山忠平共訳 東洋経済新報社 1976

## 論文
- <斎藤謹造